# Mîroslav Kapii
Mîroslav Kapii (în ucraineană Мирослав Капій; n. 5 mai 1888, Koțiubînți, Raionul Huseatîn, Regiunea Ternopil, Ucraina – d. 24 martie 1949) a fost un scriitor și traducător ucrainean de literatură științifico-fantastică. Uneori s-a semnat sub pseudonimul Iurii Luhovîi sau Luhovîci. A participat la luptele de eliberare națională în Armata Ucraineană Galițiană.

## Biografie
Prima sa colecție de poezii Pe această margine a durerii (На цім подолі смутку, 1906–1907) nu a fost publicată din lipsă de fonduri; manuscrisul este păstrat în Arhiva Istorică Centrală din Lviv. 
Poliglot, cunoștea zece limbi și traducea și din limba rusă. De exemplu, povestirea „Cântecul clovnului” a lui V. Doroșenko, Salonul, Fericirea de A. Kuprin, Demonul de M. Lermontov; din poloneză, operele lui W. Reymont, M. Konopnițkaia; din germană, poeziile lui F. Schiller, H. Heine, drama Constructorul Solness a lui Ibsen, din engleză, operele lui Rudyard Kipling. Cele mai semnificative traduceri din limba franceză au fost șase romane de Jules Verne (Indiile negre, Copiii căpitanului Grant).
În timpul conflictului polono-ucrainean din 1944, el, soția sa (de origine poloneză) și fiica sa, Sviatoslav, au scăpat cu greu de la a fi asasinați – au fost condamnați la moarte de către mișcarea clandestină poloneză.
Printre operele sale se numără eseuri și povestiri socio-cotidiene – „Din gândurile sale” (З його думок), 1907, „Umbrele de neuitat ale lui Tarasov” (Незабутнім тіням Тарасовим), 1914, romanul/povestirea SF În Țara Orhideelor Albastre (В країні блакитних орхідей) - 1932, editura Novîi Ceas (Новий час) din Liov, cu anticipațiile sale despre viitorul Ucrainei; precum și o colecție de eseuri science fiction Povești incredibile (Неймовірні оповідання).
Din 1945 a lucrat ca profesor de germană la Liceul din Cosău. Viziunea sa despre viitor nu se încadra în ideologia sovietică, așa că opera lui Kapii a rămas necunoscută în Ucraina sovietică.

## În Țara Orhideelor Albastre
În lucrarea În Țara Orhideelor Albastre scrie despre televiziune ca despre ceva firesc, despre mașinile Ceumak, care sunt produse la uzina de automobile Kremenciug (o uzina de automobile a fost construită în acest oraș - la 25 de ani de la apariția lucrării)... Ucraina este înfățișată ca o putere spațială care cooperează cu SUA, Anglia, Germania și participă la un program de zboruri spațiale către alte planete - chiar și în spațiul îndepărtat. Autorul descrie în detaliu Kievul drept capitala Ucrainei independente și a menționat pe scurt și despre eliberarea Ucrainei de sub opresiunea străinilor, al cărei teritoriu, în mare parte, la acea vreme, făcea parte din URSS.
O intrigă fascinantă a romanului Țara Orhideelor Albastre este viziunea autorului asupra soartei legendarei Atlantide.
Este considerată prima operă de science fiction din Ucraina care descrie zboruri spațiale.
În roman, prima navă spațială cu echipaj uman a omenirii, Regina Virginia, pornește spre Marte cu o misiune grandioasă: să ia contact cu viața extraterestră inteligentă. Racheta aterizează cu succes, trimite un semnal codificat și dispare.
Romanul a fost descris ca având o intrigă slabă, dar remarcabil pentru detaliile interesante din descrierea Ucrainei viitorului.